# Schönau an der Triesting
Schönau an der Triesting je obec v okrese Baden (Rakousko) v rakouské spolkové zemi Dolní Rakousy.

## Geografie
Schönau an der Triesting leží v Industrieviertelu „(Průmyslové čtvrti)“ v Dolních Rakousích. Plocha území obce je 8,03 kilometrů čtverečních a 9,75 % plochy je zalesněno.

### Katastrální území
- Dornau
- Schönau an der Triesting
- Siebenhaus [1]

### Sousední obce
(Od severu ve směru hodinových ručiček).
- Kottingbrunn - na severu
- Günselsdorf - na východě
- Blumau-Neurißhof - na jihovýchodě
- Sollenau - na jihu
- Leobersdorf - na západě

## Historie
Ve starověku byla oblast součástí provincie Panonie. Místo ležící v Rakousku má dějiny stejně proměnlivé, jako jsou dějiny celého Rakouska.

### Vývoj počtu obyvatel
- 1971 1233
- 1981 1289
- 1991 1502
- 2001 1769

## Politika
- Starostkou obce je Brigitte Lasinger, vedoucí kanceláře Sylvia Eisenbach.
- V zastupitelstvu obce je 19 křesel, která jsou po obecních volbách rozdělena podle získaných mandátů takto:
- SPÖ 11
- ÖVP 7
- UBL 1

### Partnerská města
- Fluorn-Winzeln, Německo

## Pamětihodnosti
- Zámek Schönau
- Chrám noci
- Barokní farní kostel svatého Ondřeje
- Vlastivědné muzeum
- Straußova vila[2]
- Schönauerský rybník[3]

## Hospodářství a infrastruktura
- Nezemědělských pracovišť bylo v roce 2001 52 a po zjišťování v roce 1999 bylo zemědělských a lesnických pracovišť 25.
- Počet výdělečně činných obyvatel bylo při sčítání lidu v roce 2001 871 osob, tj. 50,19 %.
- V průběhu roku 2003 bylo v obci 23 nezaměstnaných.

## Osobnosti

### Místní rodáci
- Hans Wolfsbauer-Schönau (1925–2005) - architekt, malíř a grafik

### V obci zemřelí
- Carl Jukel (1865–1931) - hostinský, správce statku a politik